# Дніпро Т103
Дніпрó Т103 — 12-ти метровий напівнизькопідлоговий тролейбус, який насправді виготовлений з аутентичної моделі МАЗ 103Т, що з 2013 року комплектується в Україні, на Південному машинобудівному заводі. Всього виготовлено 62 тролейбуси «Дніпро Т103».

## Опис
«Дніпро Т103» — міський  напівнизькопідлоговий тролейбус з несучим кузовом вагонного компонування. Підвіска передніх коліс — незалежна пневматична, задніх — залежна, пневматична.

## Модифікації
- Дніпро Т10300 — 12-метровий тролейбус з двигуном постійного струму ДК-211М та тяговим перетворювачем ЕТОН.
- Дніпро Т10322 — 12-метровий тролейбус з асинхронним двигуном ДТА-2У1 та тяговим частотним перетворювачем «Чергос/ЕПРО».

## Галерея

Тролейбуси «Дніпро Т103» в містах України
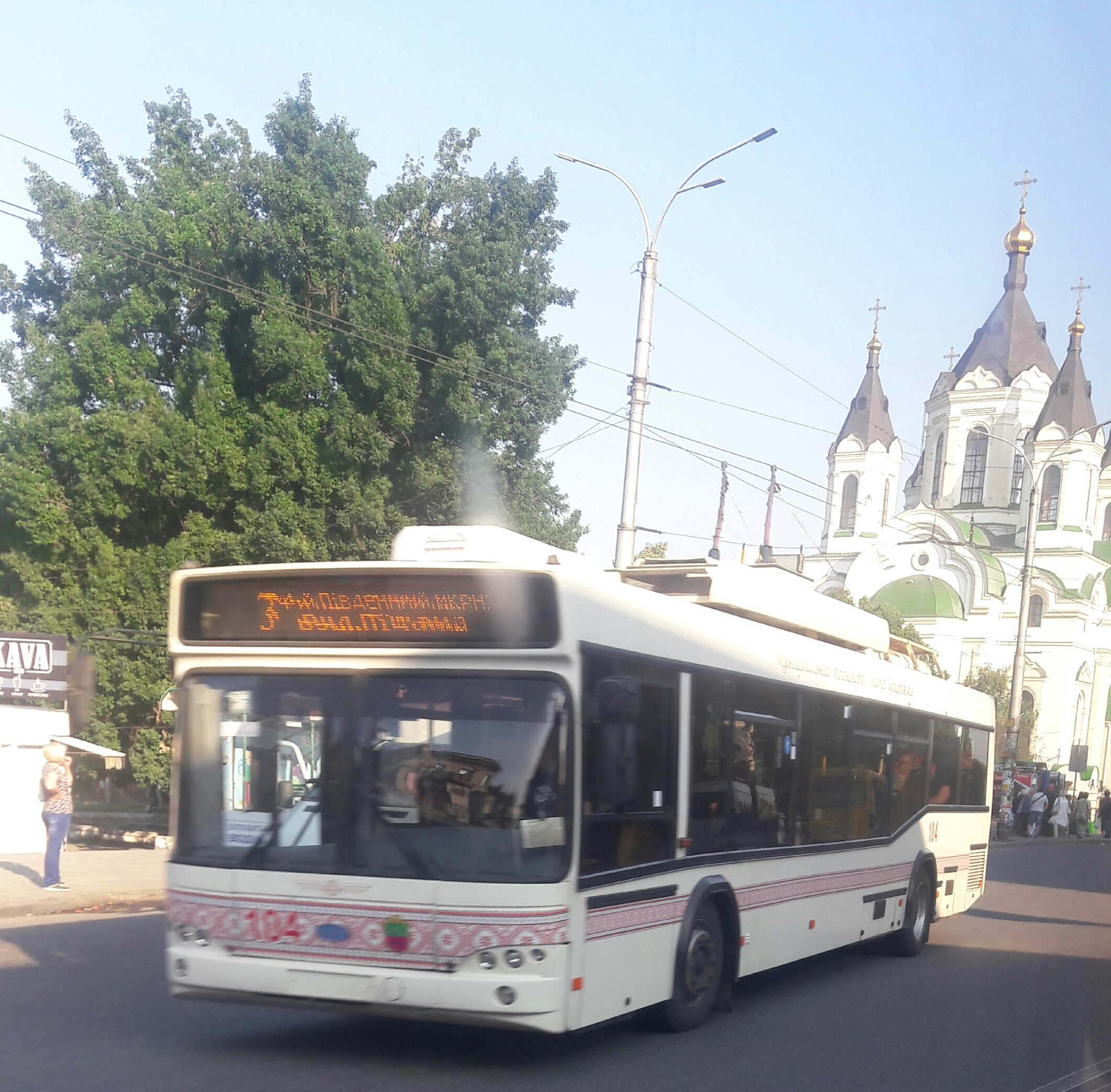
Запоріжжя
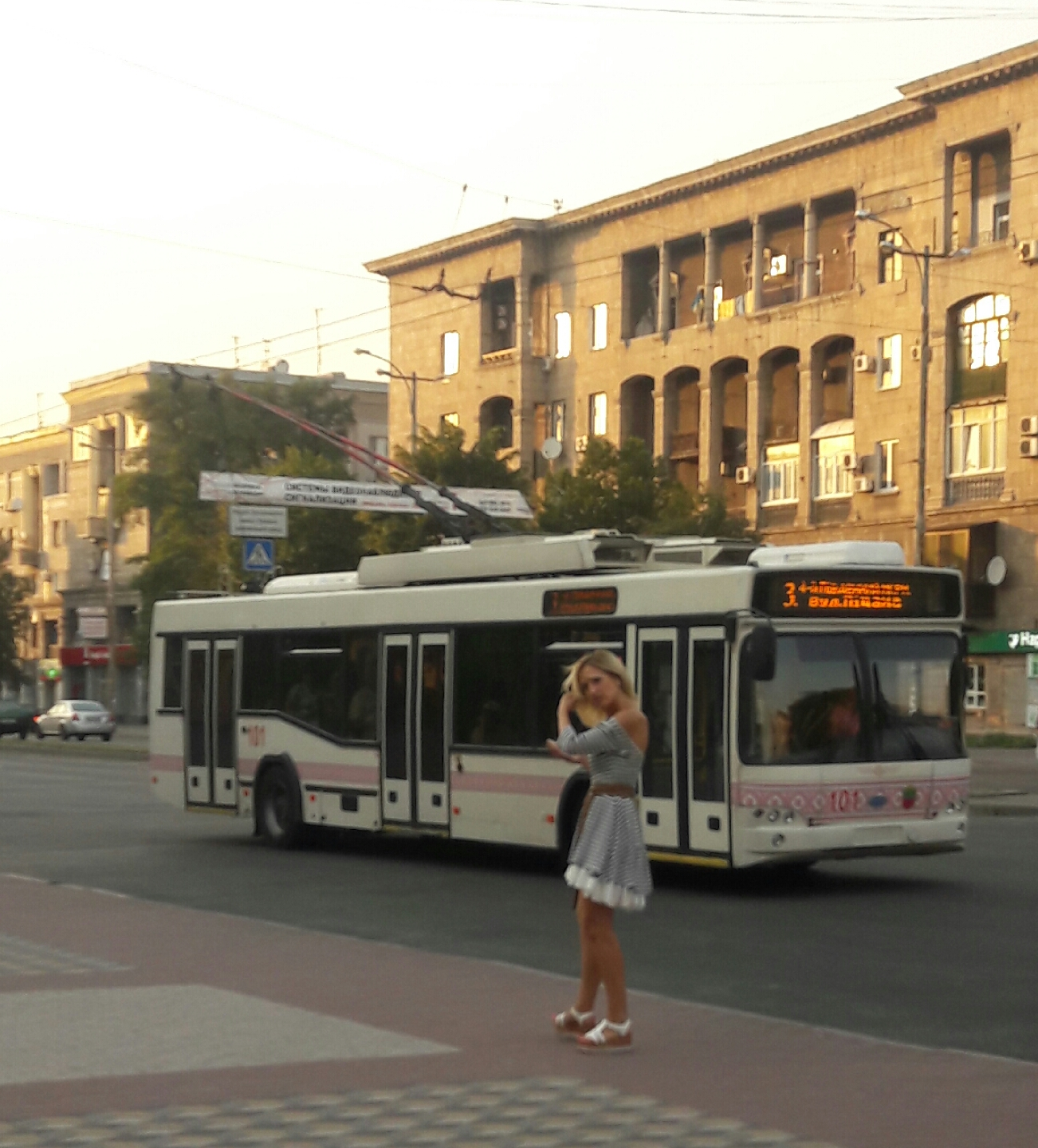
Запоріжжя
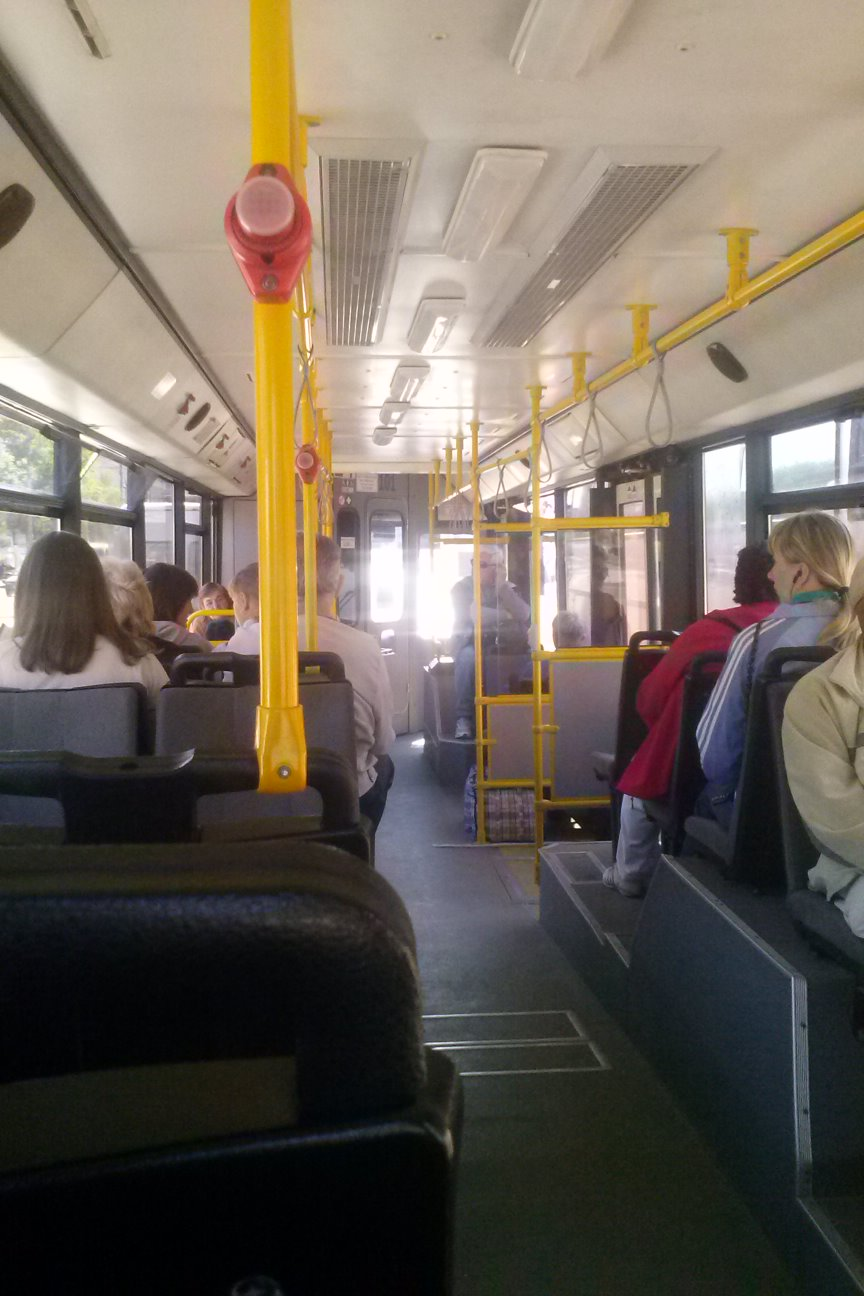
Салон Дніпро Т103
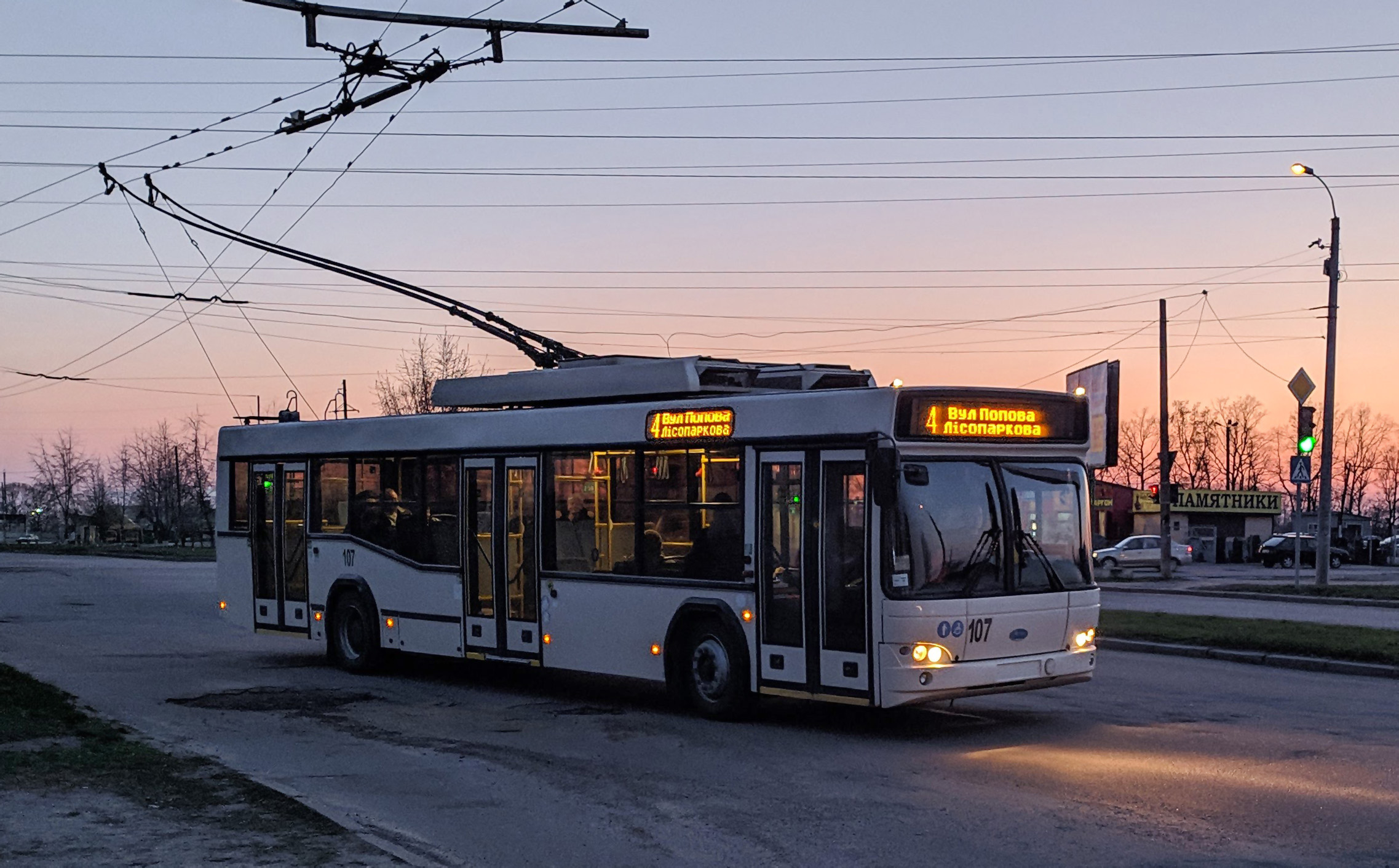
Кропивницький
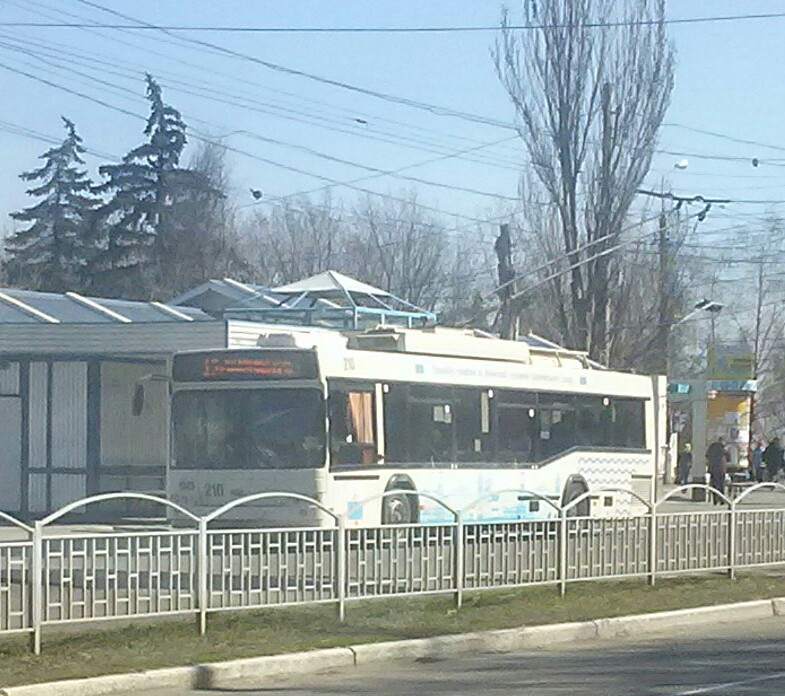
Маріуполь
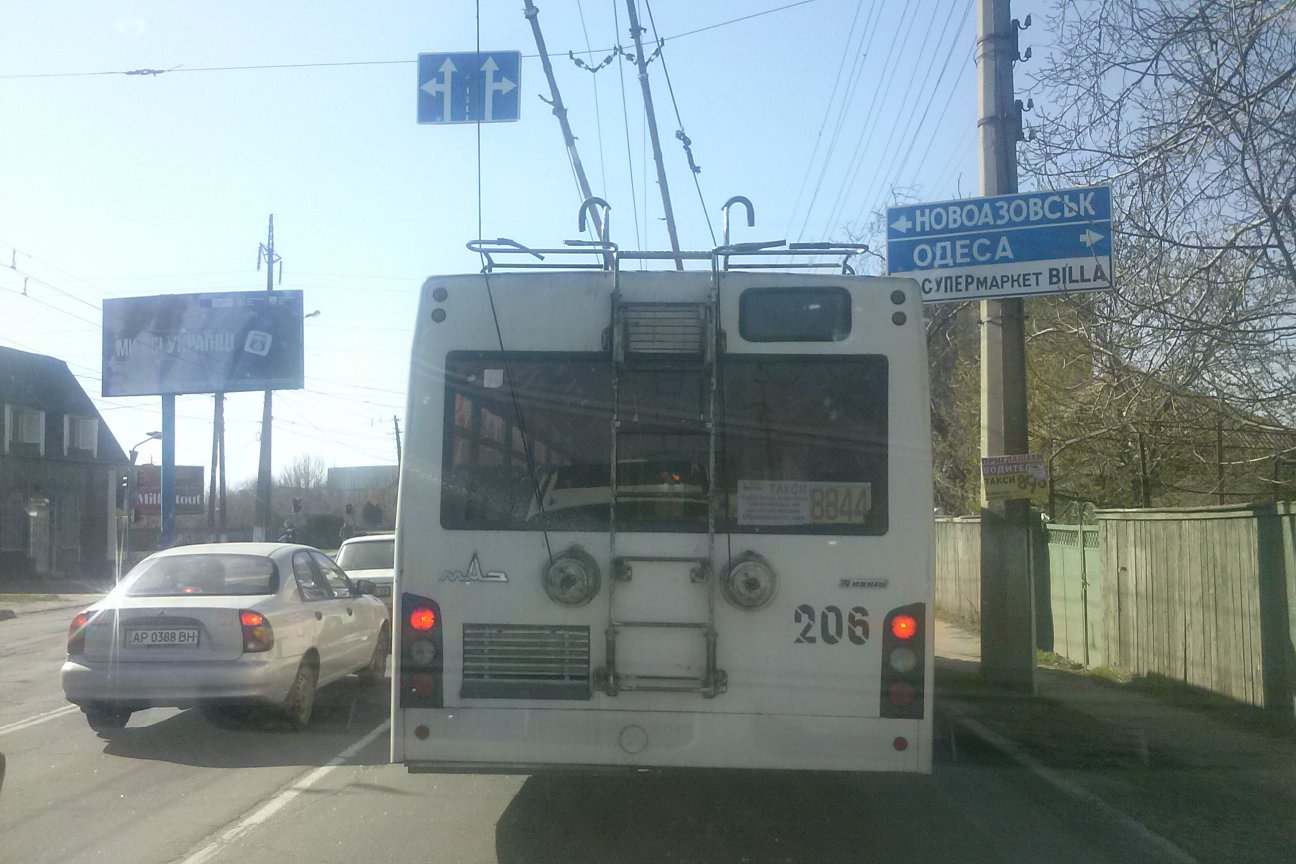
Маріуполь